# Idiostrangalia shimomurai
Idiostrangalia shimomurai är en skalbaggsart som beskrevs av Ohbayashi N. och Takahashi 1985. Idiostrangalia shimomurai ingår i släktet Idiostrangalia och familjen långhorningar. Inga underarter finns listade i Catalogue of Life.